# Sir Charles Hardy Islands
Sir Charles Hardy Islands är öar i Australien. De ligger i delstaten Queensland, omkring 2 000 kilometer nordväst om delstatshuvudstaden Brisbane. Arean är 0,84 kvadratkilometer. Den sträcker sig 1,1 kilometer i nord-sydlig riktning, och 1,1 kilometer i öst-västlig riktning.
Savannklimat råder i trakten. Genomsnittlig årsnederbörd är 1 415 millimeter. Den regnigaste månaden är mars, med i genomsnitt 387 mm nederbörd, och den torraste är augusti, med 4 mm nederbörd.